# Există un Astfel de Popor
Există un Astfel de Popor, uneori tradus ca Există o Astfel de Națiune (bulgară Има такъв народ, transliterat: Ima takăv narod), este un partid politic din Bulgaria populist fondat de către cântărețul și realizatorul de televiziune bulgar Slavi Trifonov. Autodescris ca „produs politic”, partidul este numit după unul dintre albumele muzicale ale lui Slavi Trifonov.

## Istorie

### Fondarea
Trifonov a încercat inițial să înființeze un partid sub numele de „Nu există un Astfel de Stat” (bulgară Няма такава държава, transliterat: Neama takava dărjava). Cererea a fost respinsă deoarece Curtea Supremă de Casație a Bulgariei a decis că sigla propusă de partid (un steag bulgar plasat deasupra unei palme deschise) a încălcat interdicția țării de a utiliza simbolurile naționale de către partidele politice, determinându-l să schimbe numele în „Există un Astfel de Popor” și adoptă un nou logo.

### Alegerile din aprilie 2021
Partidul s-a descurcat bine la primele sale alegeri, terminând pe locul al doilea la urne, în spatele GERB. Trifonov a câștigat un loc, dar a declarat că a contactat COVID-19 și, ca atare, a cerut să i se permită să participe la ceremonia de înștiințare în mod electronic, ceea ce i s-a permis să facă. Cu toate acestea, chiar și după recuperare, Trifonov a refuzat să participe vreodată sau chiar să viziteze parlamentul. După ce GERB nu a reușit să formeze un guvern, conform Constituției bulgare, ITN a primit mandatul de a face acest lucru de către președintele bulgar. Partidul a insistat să propună un cabinet cu un singur partid, propunând un jucător de șah fără experiență politică pentru postul de prim-ministru. Propunerea nu a primit niciun sprijin din partea parlamentului și, ca atare, partidul și-a retras propunerea înainte de termen. La scurt timp după aceea, a declarat că nu va sprijini niciun alt guvern și că va căuta noi alegeri. Deoarece nu s-a format nicio majoritate în jurul vreunui partid politic, parlamentul a fost dizolvat și au fost convocate noi alegeri două luni mai târziu.

### Alegerile din iulie 2021
În perioada campaniei electorale, partidul a refuzat în esență să facă campanie sau să emită promisiuni, rămânând în mare parte în afara dezbaterii politice. Aceasta s-a dovedit inițial a fi o mișcare câștigătoare, deoarece partidul a cunoscut o creștere a popularității. Având în vedere criticile pentru faptul că nu a participat niciodată la sesiunile parlamentare în timpul convocării anterioare, Trifonov nu s-a prezentat ca candidat, afirmând că „nu este locul lui "și că treaba lui ar fi să" își asume responsabilitatea "din afara adunării. Partidul s-a ținut îndeaproape în fața GERB în sondajele de opinie, câștigând astfel o pluralitate, deși nu o majoritate, a adunării naționale a Bulgariei. ITN a încercat să-i convingă pe trei membri ai cabinetului interimar apolitic al Bulgariei să se alăture ITN ca miniștri politici, dar toți trei au refuzat, afirmând că ITN ceruse reduceri ale sectorului public, un deficit bugetar de zero puncte și privatizarea Băncii Bulgare de Dezvoltare ca politică - solicitări cu care miniștrii nu erau de acord.
Speranțele pentru formarea unei coaliții de opoziție față de GERB au fost rapid distruse, deoarece ITN a declarat că nu v-a forma un guvern de coaliție și că v-a guverna singur cu un „guvern de experți”  format doar din membrii ITN. Acest lucru a declanșat imediat reacții adverse atât din punct de vedere politic, cât și în rândul populației mai largi, atât datorită utilizării politicii de putere, cât și a faptului că „guvernul schimbării” propus de ITN era ocupat în mare parte de ex-politicieni pensionari NDSV cu o reputație slabă în rândul bulgarilor. Partidul a propus unul dintre membrii săi, Nikolai Vasilev, pentru postul de prim-ministru. Propunerea s-a dovedit controversată și nu a atras niciun sprijin politic. Mai mult, Trifonov a fost criticat pe scară largă pentru că nu a luat parte la negocieri politice, comunicând doar prin intermediul postărilor de pe Facebook. Trifonov a respins criticile, afirmând că v-a continua să comunice prin intermediul gigantului rețelelor de socializare, dar a retras candidatura lui Vasilev și a promis că îi va „renova” propunerea de cabinet. Partidele politice rămase din Bulgaria au declarat că vor refuza să comenteze postările de pe facebook și vor aștepta un anunț politic oficial.
Partidul a desemnat apoi un nou candidat pentru postul de prim-ministru, Plamen Nikolov, despre care s-a descoperit că a fost ales la un casting TV „pentru politicieni” și nu a avut experiență politică anterioară, dovedindu-se, de asemenea, un candidat nepopular. Apoi au apărut mai multe controverse, după ce o publicație austriacă a contestat o afirmație plasată pe pagina de profil a lui Nikolov cu privire la faptul că este absolvent al Universității din Klagenfurt din Austria. Potrivit publicației, numele lui Nikolov nu a apărut în bazele de date ale studenților sau absolvenților universității și nici în arhiva Asociației Bibliotecilor Austriece, care menține toate lucrările publicate de studenții din țară. Ca răspuns, Nikolov a declarat că nu a absolvit universitatea, ci a apărat doar un proiect de cercetare postuniversitară acolo.  Guvernul cu un singur partid propus de ITN nu a găsit sprijin printre niciunul dintre celelalte partide politice din Bulgaria. În urma acestei dezvăluiri, Trifonov a acuzat partidele Bulgaria Democratică și Ridică-te Bulgarie! Venim! de „trădare” și și-a retras propunerea, afirmând că ITN v-a vota la rândul său împotriva oricăror și a tuturor celorlalte guverne propuse, indiferent de componență. Acest lucru a provocat o criză constituțională la scară mică, deoarece legislația bulgară nu oferea în mod explicit posibilitatea unui partid de a retrage o nominalizare pe care o făcuse deja înainte de vot. Parlamentarii bulgari au încercat să remedieze acest lucru și au instituit un mecanism legal prin care se poate face acest lucru, care trebuia aprobat cu o majoritate simplă. Această încercare a eșuat, deoarece ITN și GERB au refuzat să participe la sesiune și să voteze retragerea. După un al doilea vot, retragerea a fost în cele din urmă acceptată, iar guvernul propus a fost retras. Apoi, partidul a refuzat să sprijine propunerea de guvern a oricărui alt partid parlamentar, conducând încă o dată la impasul parlamentar și la alegeri anticipate.

## Politici
- Trecerea de la un sistem de votare cu reprezentare proporțională la unul uninominal în două tururi
- Reducerea numărului de parlamentari din Adunarea Națională (de la 240 la 120)
- Permiterea votului electronic la distanță în alegeri și punerea în aplicare a elementelor e-guvernării
- Vot obligatoriu
- Introducerea unor aspecte ale democrației directe, inclusiv alegerile directe ale: directorilor direcțiilor regionale și șefilor departamentelor regionale ale Ministerului de Interne, procurorului general și Ombudsmanului
- Integrare sporită în Uniunea Europeană

### Poziție politică
Trifonov a refuzat inițial să-și poziționeze partidul la stânga sau dreapta, nici liberal, nici conservator. Când a fost presat de un jurnalist în timpul unui interviu, el a dezvăluit că se opune impozitării progresive și Convenției de la Istanbul privind drepturile femeii. Când jurnalistul l-a întrebat pe Trifonov dacă crede că, dacă acele poziții nu sunt opinii conservatoare de dreapta, Trifonov a recunoscut că partidul său va fi „mai probabil conservator”. De asemenea, el a declarat că a fost personal un om de dreapta, opinând că „orice este bun pentru UE și NATO este bun și pentru patria noastră”. Mai târziu, ITN a declarat că nu v-a sprijini niciun guvern propus de Partidul Socialist Bulgar (căruia i s-a acordat mandatul de a face acest lucru de către președintele bulgar), indiferent de componență, în mare parte deoarece ITN a consideră BSP ca fiind un partid de stânga. Din punct de vedere economic, partidul l-a considerat pe ministrul economiei desemnat de guvernul interimar al lui Stefan Ianev ca fiind „prea de stânga”.

### Sănătate, vaccinare și pandemia de COVID-19
Deutsche Welle descrie ITN ca un partid care ar putea „transforma anti-vaxul în politică de stat”, afirmând că șeful parlamentar al partidului, Toșko Iordanov, a susținut și a răspândit teoriile conspirației anti-vaccinare în parlament susținând că vaccinurile nu reduc transmiterea COVID-19. Trifonov a respins acuzația, afirmând că „nu v-a flirta cu antivaxxerii ... deoarece ar fi ca și cum ai flirta cu moartea”, adăugând că el însuși este vaccinat împotriva COVID. În ciuda acestui fapt, ITN a declarat că relaxările adoptate recent pentru persoanele vaccinate reprezintă „discriminare” împotriva cetățenilor nevaccinați și a solicitat abolirea acestora. Ministrul bulgar al sănătății, Stoicio Kațarov, a apărat măsurile, afirmând că nu au fost introduse măsuri de restricții suplimentare pentru cei care nu au fost vaccinați, ci doar relaxate pentru cei care au fost. ITN s-a opus, de asemenea, unui ordin al ministrului sănătății, care a permis autorităților locale din sănătate să impună măsuri suplimentare de lockdown și, eventual, să solicite unor școlari să poarte măști de protecție în timpul orelor de curs când se atinge o rata de infectare mai mare. Partidul a definit ca „tiranie” un ordin al Universității de Medicină din Sofia care solicita studenților care participă la cursuri în fomat fizic să prezinte certificate de vaccinare sau să efectueze un test COVID recent.

## Rezultate electorale

### Statistici
| Alegeri        | Voturi  | %          | Locuri   | +/- | Guvern             |
| -------------- | ------- | ---------- | -------- | --- | ------------------ |
| Aprilie 2021   | 564,989 | 17.36 (#2) | 51 / 240 | nou | Alegeri anticipate |
| Iulie 2021     | 657,824 | 24.08 (#1) | 65 / 240 | ▲13 | Alegeri anticipate |
| Noiembrie 2021 | 247,586 | 9.40 (#5)  | 25 / 240 | ▼40 | Guvern (2021-2022) |
| Noiembrie 2021 | 247,586 | 9.40 (#5)  | 25 / 240 | ▼40 | Opoziție (2022)    |
| 2022           | 96,065  | 3.70 (#7)  | 0 / 240  | ▼20 | Extraparlamentar   |
| 2023           | 103,641 | 3.94 (#6)  | 11 / 240 | ▲11 | Opoziție           |
| Iunie 2024     | 128,007 | 5.79 (#6)  | 16 / 240 | ▲5  | Alegeri anticipate |
| Octombrie 2024 | 165,160 | 6.78 (#7)  | 18 / 240 | ▲5  | Guvern             |

### Parlamentul European
| Alegeri | Liderul listei | Voturi  | %         | Locuri | +/– | Grup europarlamentar |
| ------- | -------------- | ------- | --------- | ------ | --- | -------------------- |
| 2024    | Ivaylo Vulchev | 121,572 | 6.04 (#6) | 1 / 17 | Nou | CRE                  |